# Paratalpa
Paratalpa — вид комахоїдних ссавців кротових (Talpidae). Скам'янілі рештки представляють міоцен Німеччини (6 колекцій), Швейцарії (1); олігоцен/міоцен Німеччини (1); олігоцен Чехії (1), Франції (4), Німеччини (6), Іспанії (1). Види: Paratalpa brachychir, Paratalpa meyeri, Paratalpa micheli.